# OnGameNet Starleague

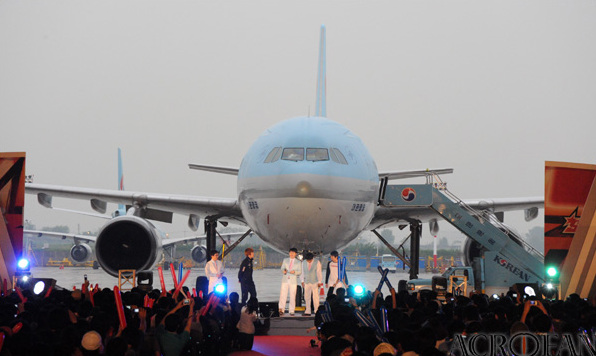
Finale der Korean Air OSL 2010 in einem Hangar des Flughafens Gimpo

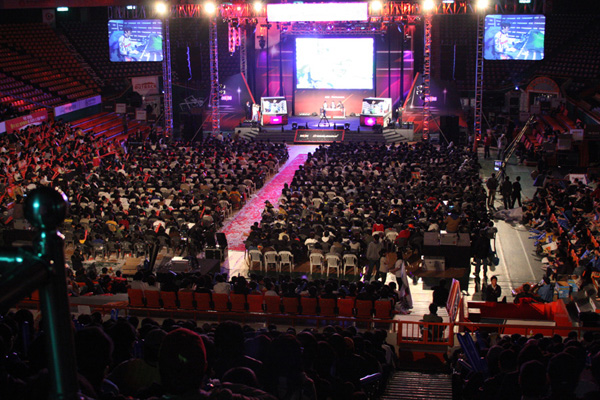
Finale der Batoo OSL 2009 in Busan

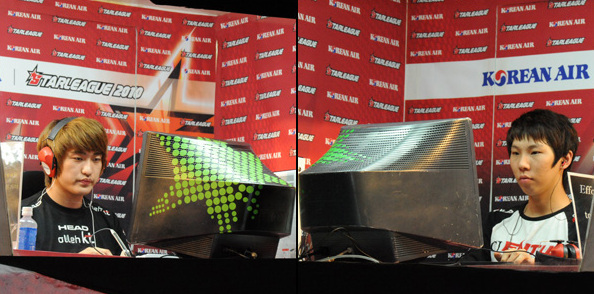
Partie zwischen Lee Young-ho (Flash) und Kim Jung-woo (EffOrt) 2010

Die OnGameNet Starleague (OSL) war eine Serie von Turnieren im Echtzeitstrategiespiel StarCraft: Brood War, sowie später in StarCraft 2. Ausgetragen wurde sie zwischen 2000 und 2013, wobei es pro Jahr etwa drei Auflagen gab. Insgesamt wurden 35 Auflagen des Turniers ausgespielt (33 in StarCraft: Brood War und zwei in StarCraft 2).
Ausrichter des Turniers war der südkoreanische Fernsehsender OnGameNet (OGN) in Kooperation mit der Korean e-Sports Association (KeSPA). Rekordsieger sind die Spieler Lee Yoon-yeol (Nickname: NaDa), Park Sung-joon (July), Lee Jae-dong (Jaedong) und Lee Young-ho (Flash) mit je drei Titeln.

## Hintergrund
StarCraft entwickelte sich in Südkorea Anfang der 2000er Jahre innerhalb weniger Jahre zu einem populären Zuschauersport. Die OSL galt noch vor der parallel ausgetragenen MBCGame Starleague (MSL) als prestigeträchtigstes Einzel-Turnier im professionellen StarCraft. Darüber hinaus gab es die Proleague als Mannschaftswettbewerb, der ab 2005 von den konkurrierenden Kanälen OGN und MBCGame gemeinsam veranstaltet wurde.
2012 erfolgte der Übergang von StarCraft: Brood War zum 2010 erschienenen StarCraft 2. Das Spiel hatte zu diesem Zeitpunkt den Zenit seiner Popularität bereits überschritten, unter anderem aufgrund eines Wettmanipulationsskandals und rechtlichen Streitigkeiten mit Blizzard Entertainment. Nach zwei Auflagen fanden keine weiteren OSLs in StarCraft 2 mehr statt. Der Hauptfokus des Senders liegt seitdem auf dem Spiel League of Legends. Allerdings begann Ende 2014 die vom Schuhhersteller Sbenu gesponserte Sonic StarLeague in StarCraft: Brood War auf OGN, wenn auch in kleinerem Rahmen.

## Format
Ein Turnier begann mit einer Vorqualifikation, in der das Feld auf 16 Spieler reduziert wurde. Diese 16 Spieler wurden dann auf vier Vierergruppen aufgeteilt. Aus jeder Gruppe qualifizierten sich die beiden bestplatzierten Spieler für das Viertelfinale. Ab dem Viertelfinale wurde im K.-o.-System gespielt. Das Viertelfinale fand im Modus „Best of 3“ und das Halbfinale sowie Finale im Modus „Best of 5“ statt. Die Karten, auf denen die Partien ausgetragen wurden, wechselten im Laufe der Jahre mehrfach.
Die meisten Spiele wurden im Studio von OGN in Seoul gespielt, das Finale und teilweise auch schon Viertel- und Halbfinale fanden hingegen an wechselnden Orten vor mehreren Tausend Zuschauern statt.
Bei den beiden letzten Wettbewerben mit StarCraft 2 (2012/13) galt der Modus „Best of 7“.

## Detaillierte Turnierübersicht
Die folgende Tabelle listet alle ausgetragenen OSLs chronologisch auf. Dabei sind soweit bekannt auch das Preisgeld (2000 bis 2012 in Won, 2013 in US-Dollar), der Austragungsort des Finales sowie die Teams und gewählte Rassen der Finalisten angegeben.
Anmerkungen:
- T = Terraner, P = Protoss, Z = Zerg (bezeichnet die StarCraft-Rasse, auf die der betreffende Spieler sich spezialisiert hat)
- In der betreffenden Zeitspanne entsprach 1 € ungefähr 1.000–2.000 ₩.[3]

| Jahr                 | Name des Turniers Austragungsort des Finals                            | Preisgeld            | Gewinner (Nickname, Rasse, Name, Team)           | Ergebnis Finale      | Zweiter (Nickname, Rasse, Name, Team)              |
| StarCraft: Brood War | StarCraft: Brood War                                                   | StarCraft: Brood War | StarCraft: Brood War                             | StarCraft: Brood War | StarCraft: Brood War                               |
| -------------------- | ---------------------------------------------------------------------- | -------------------- | ------------------------------------------------ | -------------------- | -------------------------------------------------- |
| 2000                 | Hanaro OSL                                                             | 020.000.000 ₩ +      | Grrrr … (P) Guillaume Patry                      | 3 – 2                | H.O.T-Forever (Z) 강도경 Kang Doh-gyung            |
| 2000                 | Freechal OSL Seoul, Yonsei University - Centennial Hall                | 020.000.000 ₩ +      | GARIMTO (P) 김동수 Kim Dong-soo                  | 3 – 0                | SKELTON (Z) 봉준구 Bong Joon-goo                   |
| 2001                 | Hanbitsoft OSL Seoul, Sejong-Universität - Ocean Hall                  | 010.000.000 ₩ +      | BoxeR (T) 임요환 Lim Yo-hwan                     | 3 – 0                | JinNam (Z) 장진남 Jang Jin-nam                     |
| 2001                 | Coca-Cola OSL Seoul, Jangchung-Sporthalle                              | 010.000.000 ₩ +      | BoxeR (T) 임요환 Lim Yo-hwan                     | 3 – 2                | YellOw (Z) 홍진호 Hong Jin-ho                      |
| 2001                 | SKY2001 OSL Seoul, Jangchung-Sporthalle                                | 010.000.000 ₩ +      | GARIMTO (P) 김동수 Kim Dong-soo                  | 3 – 2                | BoxeR (T) 임요환 Lim Yo-hwan                       |
| 2002                 | NATE OSL Seoul, Jangchung-Sporthalle                                   | 030.000.000 ₩ +      | Sync (T) 변길섭 Byun Gil-sup                     | 3 – 1                | H.O.T-Forever (Z) 강도경 Kang Doh-gyung            |
| 2002                 | SKY2002 OSL Seoul, Olympic Park                                        | 030.000.000 ₩ +      | Reach (P) 박정석 Park Jung-suk                   | 3 – 1                | BoxeR (T) 임요환 Lim Yo-hwan                       |
| 2002/03              | Panasonic OSL Seoul, Jamsil Indoor Stadium                             | 030.000.000 ₩ +      | NaDa (T) 이윤열 Lee Yoon-yeol Toona SG           | 3 – 0                | ChoJJa (Z) 조용호 Jo Yong-ho KTF MagicNs           |
| 2003                 | Olympus OSL Seoul, Jamsil Indoor Stadium                               | 030.000.000 ₩ +      | XellOs (T) 서지훈 Seo Ji-hoon Greatest Ones      | 3 – 2                | YellOw (Z) 홍진호 Hong Jin-ho KTF MagicNs          |
| 2003                 | MyCube OSL Seoul, Jamsil Baseball Stadium                              | 030.000.000 ₩ +      | Kingdom (P) 박용욱 Park Yong-wook Hanbit Stars   | 3 – 1                | Nal_rA (P) 강민 Kang Min Suma GO                   |
| 2003/04              | NHN OSL Seoul, Olympic Gymnastics Arena                                | 030.000.000 ₩ +      | Nal_rA (P) 강민 Kang Min KTF MagicNs             | 3 – 1                | Zeus (P) 전태규 Jun Tae-gyu KOR                    |
| 2004                 | Gillette OSL Daegu, Exhibition & Convention Center                     | 030.000.000 ₩ +      | July (Z) 박성준 Park Sung-joon Pirates of Space  | 3 – 1                | Reach (P) 박정석 Park Jung-suk KTF MagicNs         |
| 2004                 | EVER2004 OSL Seoul, War Trade Exhibition                               | 030.000.000 ₩ +      | iloveoov (T) 최연성 Choi Yun-sung SK Telecom T1  | 3 – 2                | BoxeR (T) 임요환 Lim Yo-hwan SK Telecom T1         |
| 2004/05              | IOPS OSL Incheon, City College Gymnasium                               | 030.000.000 ₩ +      | NaDa (T) 이윤열 Lee Yoon-yeol P&C Curriors       | 3 – 0                | July (Z) 박성준 Park Sung-joon Egosys POS          |
| 2005                 | EVER2005 OSL Ilsan, KINTEX                                             | 030.000.000 ₩ +      | July (Z) 박성준 Park Sung-joon MBCGame HERO      | 3 – 2                | Goodfriend (T) 이병민 Lee Byung-min KTF MagicNs    |
| 2005                 | So1 OSL Incheon, City College Gymnasium                                | 036.000.000 ₩ +      | AnyTime (P) 오영종 Oh Yeong-jong Plus            | 3 – 2                | BoxeR (T) 임요환 Lim Yo-hwan SK Telecom T1         |
| 2005/06              | ShinHan2005 OSL Ilsan, KINTEX                                          | 036.000.000 ₩ +      | iloveoov (T) 최연성 Choi Yun-sung SK Telecom T1  | 3 – 0                | July (Z) 박성준 Park Sung-joon MBCGame HERO        |
| 2006                 | ShinHan2006 Season 1 OSL Seoul, Seoul National University              | 110.000.000 ₩        | Casy (T) 한동욱 Han Dong-wook KOR                | 3 – 1                | ChoJJa (Z) 조용호 Jo Yong-ho KTF MagicNs           |
| 2006                 | ShinHan2006 Season 2 OSL Seogwipo, ICC Jeju                            | 110.000.000 ₩        | NaDa (T) 이윤열 Lee Yoon-yeol Pantech EX         | 3 – 2                | AnyTime (P) 오영종 Oh Yeong-jong Lecaf OZ          |
| 2006/07              | ShinHan2006 Season 3 OSL Seoul, Olympic Weightlifting Gymnasium        | 110.000.000 ₩        | sAviOr (Z) 이윤열 Ma Jae-yoon CJ Entus           | 3 – 1                | NaDa (T) 이윤열 Lee Yoon-yeol Pantech EX           |
| 2007                 | Daum OSL Ulsan, Ulsan-Munsu-Fußballstadion                             | 102.000.000 ₩        | GGPlay (Z) 김준영 Kim Joon-yung Hanbit Stars     | 3 – 2                | Iris (T) 변형태 Byun Hyung-tae CJ Entus            |
| 2007                 | EVER OSL Ilsan, KINTEX                                                 | 102.000.000 ₩        | Jaedong (Z) 이제동 Lee Jae-dong Lecaf OZ         | 3 – 1                | Stork (P) 송병구 Song Byung-goo Samsung KHAN       |
| 2008                 | Bacchus OSL Gwangju, Yeomju Gymnasium                                  | 072.000.000 ₩ +      | Flash (T) 이영호 Lee Young-ho KTF MagicNs        | 3 – 0                | Stork (P) 송병구 Song Byung-goo Samsung KHAN       |
| 2008                 | EVER OSL Incheon, Samsan World Gymnasium                               | 072.000.000 ₩ +      | July (Z) 박성준 Park Sung-joon STX SouL          | 3 – 0                | BeSt (P) 도재욱 Doh Jae-wook SK Telecom T1         |
| 2008                 | Incruit OSL Seoul, COEX Convention & Exhibition Center                 | 072.000.000 ₩ +      | Stork (P) 송병구 Song Byung-goo Samsung KHAN     | 3 – 2                | Fantasy (T) 정명훈 Jung Myung-hoon SK Telecom T1   |
| 2008/09              | Batoo OSL Busan, Sajik Arena                                           | 108.000.000 ₩        | Jaedong (Z) 이제동 Lee Jae-dong Lecaf OZ         | 3 – 2                | Fantasy (T) 정명훈 Jung Myung-hoon SK Telecom T1   |
| 2009                 | Bacchus OSL Seoul, Olympic Fencing Gymnasium                           | 108.000.000 ₩        | Jaedong (Z) 이제동 Lee Jae-dong Hwaseung OZ      | 3 – 0                | YellOw[ArnC] (Z) 박명수 Park Myung-soo OGN Sparkyz |
| 2009/10              | EVER OSL Seoul, Olympic Park                                           | 108.000.000 ₩        | Flash (T) 이영호 Lee Young-ho KT Rolster         | 3 – 1                | Movie (P) 진영화 Jin Young-hwa CJ Entus            |
| 2010                 | Korean Air OSL Gimpo, Flughafen Gimpo Hangar                           | 108.000.000 ₩        | EffOrt (Z) 김정우 Kim Jung-woo CJ Entus          | 3 – 2                | Flash (T) 이영호 Lee Young-ho KT Rolster           |
| 2010                 | Korean Air Season 2 OSL Shanghai, Oriental Pearl Tower                 | 108.000.000 ₩        | Flash (T) 이영호 Lee Young-ho KT Rolster         | 3 – 1                | Jaedong (Z) 이제동 Lee Jae-dong Hwaseung OZ        |
| 2010                 | Bacchus OSL Gwangju, Yeomju Gymnasium                                  | 108.000.000 ₩        | Fantasy (T) 정명훈 Jung Myung-hoon SK Telecom T1 | 3 – 0                | Stork (P) 송병구 Song Byung-goo Samsung KHAN       |
| 2011                 | Jin Air OSL Seoul, War Memorial of Korea                               | 108.000.000 ₩        | JangBi (P) 허영무 Heo Yeong-moo Samsung KHAN     | 3 – 2                | Fantasy (T) 정명훈 Jung Myung-hoon SK Telecom T1   |
| 2012                 | Tving OSL Seoul, Jamsil Student Gymnasium                              | 108.000.000 ₩        | JangBi (P) 허영무 Heo Yeong-moo Samsung KHAN     | 3 – 1                | Fantasy (T) 정명훈 Jung Myung-hoon SK Telecom T1   |
| Jahr                 | Name des Turniers Austragungsort des Finals                            | Preisgeld            | Gewinner (Nickname, Rasse, Name, Team)           | Ergebnis Finale      | Zweiter (Nickname, Rasse, Name, Team)              |
| StarCraft 2          |                                                                        |                      |                                                  |                      |                                                    |
| 2012                 | Auction All Kill OSL                                                   | 102.000.000 ₩        | Rain (P) 정윤종 Jung Yoon-jong SK Telecom T1     | 4 – 1                | DongRaeGu (Z) 박수호 Park Soo-ho MVP               |
| 2013                 | WCS 2013 Season 2 Korea OSL Seoul, COEX Convention & Exhibition Center | 0100.000 $           | Maru (T) 조성주 Cho Seong-ju Prime               | 4 – 2                | Rain (P) 정윤종 Jung Yoon-jong SK Telecom T1       |

## Statistiken und Rekorde

### Goldene Maus

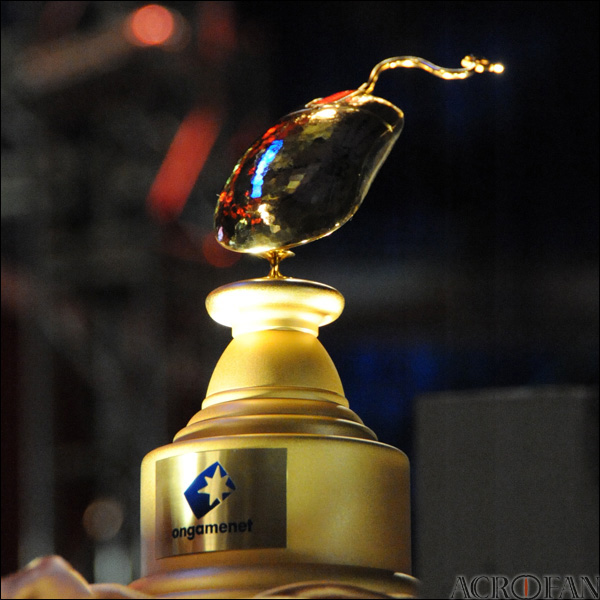
Goldene Maus

Für den dreimaligen Sieg bei der OSL gab es als zusätzlichen Preis eine aus 275 Gramm Gold gefertigte Maus. Der Materialwert einer solchen Maus liegt derzeit (2016) bei knapp 8500 Euro. Insgesamt vier Spieler konnten diese Trophäe erringen:
- 2006:  NaDa (T) (Lee Yoon-yeol)
- 2008:  July (Z) (Park Sung-joon)
- 2009:  Jaedong (Z) (Lee Jae-dong)
- 2010:  Flash (T) (Lee Young-ho)

|  |  |  |  |

### Royal Road
Als Royal Road wurde im StarCraft-Kontext der Turniersieg eines Spielers bei seiner erstmaligen Qualifikation für das entsprechende Turnier bezeichnet. Dies gelang folgenden Spielern:
in StarCraft Brood War
- 2000:  Grrrr … (P) (Guillaume Patry)
- 2000:  GARIMTO (P) (Kim Dong-soo)
- 2001:  Boxer (T) (Lim Yo-hwan)
- 2004:  July (Z) (Park Sung-joon)
- 2005:  Anytime (P) (Oh Yeong-jong)
- 2006:  sAviOr (Z) (Ma Jae-yoon)
- 2007:  Jaedong (Z) (Lee Jae-dong)

in StarCraft 2
- 2011:  Rain (P) (Jung Yoon-jong)
- 2012:  Maru (T) (Cho Seong-ju)

### Nichtkoreanische Teilnehmer
Der Großteil der Teilnehmer an der OSL war stets südkoreanischer Herkunft, der Sieg des Kanadiers Guillaume „Grrr …“ Patry bei der ersten Auflage blieb eine einmalige Ausnahme. Bei der dritten Auflage der OSL schaffte Patry es noch einmal auf den dritten Platz.
2002 schaffte auch der Franzose Bertrand „ElkY“ Grospellier den Sprung ins Halbfinale und beendete das Turnier schließlich auf Platz 4. Er wurde später als professioneller Pokerspieler bekannt.
Weitere Beispiele für ausländische Spieler, die es in die Hauptrunde der OSL schafften, sind Sergei „Asmodey“ Ozhigin aus Russland und Christopher „Pillars“ Page aus den Vereinigten Staaten.